# Carlos Santos (empresário)
Carlos José Oliveira Santos (Soure, 12 de novembro de 1951) é um comunicador, empresário, político, cantor e compositor brasileiro. É filiado ao PSB e em 1994 governou o Estado do Pará após o então governador e seu companheiro de chapa, Jader Barbalho, renunciar ao cargo para se candidatar a senador.

## Início de carreira
Filho de Carlos Santos Filho e Dulcinéia Oliveira Santos, com 13 anos de idade foi do interior do Pará para a cidade de Belém, onde concluiu seus estudos, tendo aprendido a profissão de tipógrafo e atuado como operário em varias gráficas da cidade. Foi, também, camelô no Mercado do Ver-o-Peso.
Em 13 de agosto de 1971, com o capital de Cr$ 500,00, estabeleceu sua primeira loja, com o nome de Discolux, vendendo discos e passando em seguida a comercializar móveis e colchões.
No inicio dos anos 70, Carlos Santos criou a gravadora Gravasom, dando ênfase aos ritmos paraenses, como o carimbó, siriá, lundum, entre outros.
Em 18 de Abril de 1973, estreou seu programa de rádio, primeiro na PRC-5 Rádio Clube do Pará ao lado do radialista Jota Meninéia. Depois de passar pelas Rádios Guajará e Liberal, em 1981 chegou à Rádio Marajoara. Em 1982, assumiu o controle acionário da emissora, ampliando assim o seu grupo de comunicação para 6 emissoras, sendo quatro rádios (duas em Belém, uma em Soure e uma em Alenquer) e duas emissoras de TV (Ananindeua e Castanhal). Posteriormente, montou sua produtora de TV com estúdios próprios em Belém.

## Sucessos como cantor
Em maio de 1975, lançou seu primeiro disco, um compacto simples com a música Ponte Belém-Mosqueiro, composição de Jesus Couto e Chico Xavier, para homenagear a inauguração da ponte que liga a cidade de Belém à vila do Mosqueiro, com produção do maestro Pinduca, o rei do carimbó. Alcançou um grande sucesso na época, dando inicio a uma carreira com três compactos, dez LPs e quatro CDs, alcançando a vendagem de mais de 3.500.000 cópias em todo o Brasil e no Exterior, tendo como destaque a música Quero Você, versão da música Jamais voir ça' do grupo caribenho Exile One, feita por Carlos Santos e Alípio Martins, que o consagrou definitivamente no mundo da música, com a vendagem superior a 1.200.000, sendo agraciado com seis discos de ouro e cinco de platina. Em sua carreira como cantor, teve a participação de Pelé no disco Carlos Santos volume 10.
Como cantor, Carlos Santos ganhou seis discos de ouro e cinco de platina pela vendagem de seus 12 LPs/CDs lançados, com vendas superiores a três milhões e quinhentas mil cópias.

## Carreira como artista de televisão
Em 12 de novembro de 1988, a TVS Belém exibiu o piloto de um programa de auditório apresentado por Carlos Santos. Em abril de 1989, a atração estreou oficialmente pela TV Guajará.
Em outubro de 2003 estreou na TV Bandeirantes de São Paulo, alcançando uma grande audiência.
Em 2004 estreou na TV Executiva Canal do Campo.
Em 16 de dezembro de 2005 estreou na TV Diário de Fortaleza Canal 22 e nas antenas parabólicas.
Em 2005 estreou programa diariamente na TV Marajoara ao meio dia. O programa Carlos Santos na televisão também é transmitido em canal aberto nas Cidades de São Luís, Imperatriz, Macapá e em mais de 120 cidades espalhadas pelo Norte e Nordeste do Brasil.
Em maio de 2006 estreou seu programa na Rede Estação de Recife para todo o estado de Pernambuco e para todo o Brasil pelas parabólicas digitais.
Em agosto de 2006 estreou o Programa Carlos Santos em João Pessoa (Paraíba) na TV Miramar.
Em setembro de 2006 o Programa Carlos Santos passou a ser gravado em São Paulo-SP nos Studios São Paulo no bairro da Lapa.
Em outubro de 2006, em comemoração à exibição de seu milésimo programa, contou a participação do cantor e amigo pessoal Amado Batista, que lhe homenageou com uma placa comemorativa. O programa também contou com a participação de Sidney Santos, Jesus Couto e Jorge Pantoja, que viajam mensalmente para São Paulo para elaboração do programa.

## Carreira política
Devido a sua popularidade junto ao público, Carlos Santos sempre foi lembrado nos períodos pré-eleitorais para disputar um mandato eletivo. Nas prévias de 1990, para o Governo do Estado, o nome de Carlos Santos aparecia com 14,8% com intenções de votos. Recebeu e aceitou o convite do então candidato ao governo Jader Barbalho, tendo ambos sido eleitos no pleito seguinte.
Foi vice-governador do Pará de 1991 a 1994. Assumiu o governo em 31 de março de 1994, com a renúncia de Jader Barbalho para candidatar-se ao Senado Federal, tendo governado o estado por nove meses, até 1° de janeiro de 1995, sendo sucedido por Almir Gabriel.

## Discografia
- LP Carlos Santos Volume 1 - Banguê (1979)
- LP Carlos Santos Volume 2 (1980)
- LP Carlos Santos Volume 3 (1981)
- LP Carlos Santos Volume 4 (1982)
- LP Carlos Santos Volume 5 (1983)
- LP Carlos Santos Volume 6 (1984)
- LP Carlos Santos Volume 7 (1985)
- LP Carlos Santos Volume 8 (1986)
- LP Carlos Santos Volume 9 (1987)
- LP Carlos Santos Volume 10 - Isto é Lambada (1989)
- LP Carlos Santos Volume 11 - Explosão de Amor (1995)
- CD Carlos Santos Volume 12 (1998)
- CD Carlos Santos Volume 13 (2002)